# Grand Prix Formule 1 van Groot-Brittannië 1974
De Grand Prix Formule 1 van Groot-Brittannië 1974 werd gehouden op 20 juli 1974 op Brands Hatch.

## Uitslag
| Positie | Nummer | Rijder               | Team              | Ronden | Tijd/Opgave      | Startplaats | Punten |
| ------- | ------ | -------------------- | ----------------- | ------ | ---------------- | ----------- | ------ |
| 1       | 3      | Jody Scheckter       | Tyrrell-Ford      | 75     | 1:43:02.2        | 3           | 9      |
| 2       | 5      | Emerson Fittipaldi   | McLaren-Ford      | 75     | + 15.3           | 8           | 6      |
| 3       | 2      | Jacky Ickx           | Lotus-Ford        | 75     | + 1:01.5         | 12          | 4      |
| 4       | 11     | Clay Regazzoni       | Ferrari           | 75     | + 1:07.2         | 7           | 3      |
| 5       | 12     | Niki Lauda           | Ferrari           | 74     | + 1 Ronde        | 1           | 2      |
| 6       | 7      | Carlos Reutemann     | Brabham-Ford      | 74     | + 1 Ronde        | 4           | 1      |
| 7       | 6      | Denny Hulme          | McLaren-Ford      | 74     | + 1 Ronde        | 19          |        |
| 8       | 16     | Tom Pryce            | Shadow-Ford       | 74     | + 1 Ronde        | 5           |        |
| 9       | 8      | Carlos Pace          | Brabham-Ford      | 74     | + 1 Ronde        | 20          |        |
| 10      | 1      | Ronnie Peterson      | Lotus-Ford        | 73     | + 2 Ronden       | 2           |        |
| 11      | 28     | John Watson          | Brabham-Ford      | 73     | + 2 Ronden       | 13          |        |
| 12      | 14     | Jean-Pierre Beltoise | BRM               | 72     | + 3 Ronden       | 23          |        |
| 13      | 26     | Graham Hill          | Lola-Ford         | 69     | + 6 Ronden       | 22          |        |
| 14      | 19     | Jochen Mass          | Surtees-Ford      | 68     | + 7 Ronden       | 17          |        |
| NF      | 15     | Henri Pescarolo      | BRM               | 64     | Motor            | 24          |        |
| NC      | 37     | François Migault     | BRM               | 62     | Niet geklasseerd | 14          |        |
| NF      | 33     | Mike Hailwood        | McLaren-Ford      | 57     | Spin             | 11          |        |
| NF      | 17     | Jean-Pierre Jarier   | Shadow-Ford       | 45     | Ophanging        | 16          |        |
| NF      | 9      | Hans Joachim Stuck   | March-Ford        | 36     | Ongeluk          | 9           |        |
| NF      | 4      | Patrick Depailler    | Tyrrell-Ford      | 35     | Motor            | 10          |        |
| NF      | 20     | Arturo Merzario      | Iso Marlboro-Ford | 25     | Motor            | 15          |        |
| NF      | 10     | Vittorio Brambilla   | March-Ford        | 17     | Benzinesysteem   | 18          |        |
| NF      | 23     | Tim Schenken         | Trojan-Ford       | 6      | Ophanging        | 25          |        |
| NF      | 24     | James Hunt           | Hesketh-Ford      | 2      | Ophanging        | 6           |        |
| NF      | 27     | Peter Gethin         | Lola-Ford         | 0      | Fysiek           | 21          |        |
| NQ      | 42     | David Purley         | Token-Ford        |        |                  |             |        |
| NQ      | 18     | Derek Bell           | Surtees-Ford      |        |                  |             |        |
| NQ      | 21     | Tom Belsø            | Iso Marlboro-Ford |        |                  |             |        |
| NQ      | 208    | Lella Lombardi       | Brabham-Ford      |        |                  |             |        |
| NQ      | 22     | Vern Schuppan        | Ensign-Ford       |        |                  |             |        |
| NQ      | 29     | John Nicholson       | Lyncar-Ford       |        |                  |             |        |
| NQ      | 25     | Howden Ganley        | Maki-Ford         |        |                  |             |        |
| NQ      | 35     | Mike Wilds           | March-Ford        |        |                  |             |        |
| NQ      | 43     | Leo Kinnunen         | Surtees-Ford      |        |                  |             |        |

## Statistieken
| Pole-position | Niki Lauda | Ferrari | 1:19.7 |
| Snelste ronde | Niki Lauda | Ferrari | 1:21.1 |

## Noot
- Dit was het debuut van de Italiaanse coureur Lella Lombardi (de tweede vrouw in de geschiedenis van de Formule 1); de Nieuw-Zeelandse coureur John Nicholson en de Britse coureur Mike Wilds.
- Honderdste Grand Prix-start en de vijfde snelste ronde voor een Oostenrijkse coureur.
- Dit was de 25ste podiumplaats voor Emerson Fittipaldi.

1926 · 1927 · 1948 · 1949 · 1950 · 1951 · 1952 · 1953 · 1954 · 1955 · 1956 · 1957 · 1958 · 1959 · 1960 · 1961 · 1962 · 1963 · 1964 · 1965 · 1966 · 1967 · 1968 · 1969 · 1970 · 1971 · 1972 · 1973 · 1974 · 1975 · 1976 · 1977 · 1978 · 1979 · 1980 · 1981 · 1982 · 1983 · 1984 · 1985 · 1986 · 1987 · 1988 · 1989 · 1990 · 1991 · 1992 · 1993 · 1994 · 1995 · 1996 · 1997 · 1998 · 1999 · 2000 · 2001 · 2002 · 2003 · 2004 · 2005 · 2006 · 2007 · 2008 · 2009 · 2010 · 2011 · 2012 · 2013 · 2014 · 2015 · 2016 · 2017 · 2018 · 2019 · 2020 · 2021 · 2022 · 2023 · 2024 · 2025 · 2026 · 2027 · 2028 · 2029 · 2030 · 2031 · 2032 · 2033 · 2034